# アニャ・レヒナー

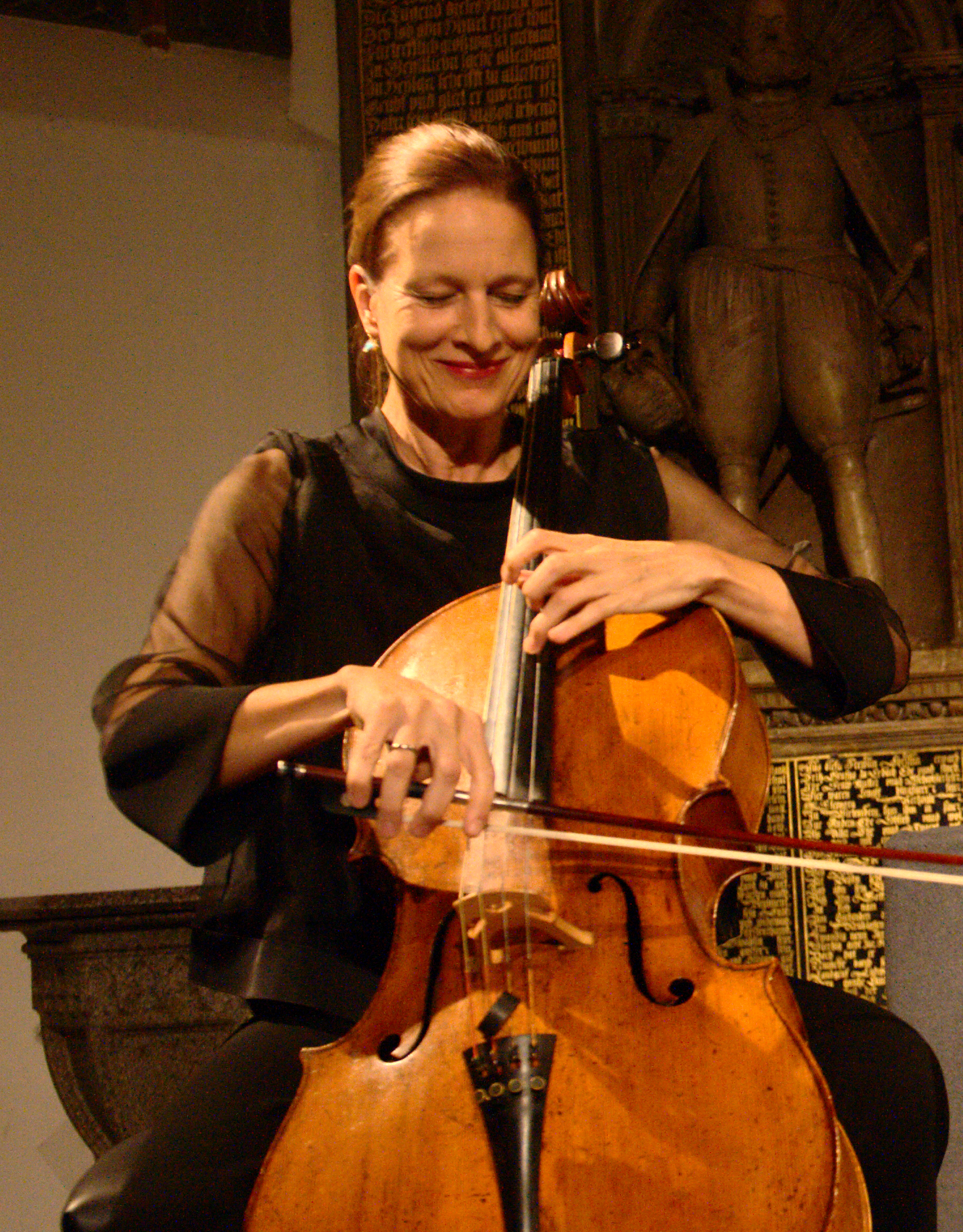
2015年10月 ダルムシュタットで

アニャ・レヒナー（Anja Lechner）は、1961年生まれのドイツ、カッセル生まれのチェリスト。クラシック音楽の技術を基本にしながら、ジャズやタンゴ、即興演奏などジャンルを超えた活動で知られ、国外の様々なミュージシャンと共演している。

## 経歴
9歳でチェロをはじめる。12歳のときには、音楽家として生きる明確な意思をもっていた、とインタビューで答えている。 スイスでハインリヒ・シフに、アメリカでヤーノシュ・シュタルケルに師事する。
1992～2009年の間、創設者の一人としてロザムンデ四重奏団で活動する。レヒナーはここでの活動と経験を、ハインリヒ・シフやヤーノシュ・シュタルケルにつづく第三の教師と呼んでいる。ロザムンデ四重奏団は2009年に解散。
レヒナーは世界各地に音楽を共につくるパートナーがいて、彼らと長期にわたりアルバム制作やツアーを行なってきた。フランスの作曲家でジャズ・ピアニストのフランソワ・クチュリエ（1950年～）、アルゼンチンのバンドネオン奏者ディノ・サルーシ、ウクライナの作曲家ヴァレンティン・シルヴェストロフ（1937年～）、アルメニアの作曲家ティグラン・マンスリアン（1937年～）、エストニアの作曲家トヌ・コルヴィッツ（1969年～）、アルゼンチンのギター奏者パブロ・マルケスなど多数。

## 主なディスコグラフィー
- ハイドン：十字架上のキリストの最後の7つの言葉（2001年、ECM）
- 『レッジェーロ、ペザンテ（leggiero, pesante：軽い、重い）』（ヴァレンティン・シルヴェストロフ作曲、2001年、ECM）：グラミー賞にノミネート
- Chants, Hymns and Dances（ゲオルギイ・グルジエフ作曲他、2003年、ECM）：ギリシアのピアニスト・作曲家のヴァシリス・ツァブロプーロスとの録音。
- String Quartets（ティグラン・マンスリアン作曲、2005年、ECM）
- Ojos Negros（ディノ・サルーシとの共演、2007年、ECM）
- Navidad De Los Andes（ディノ・サルーシとの共演、2011年、ECM）
- Moderato Cantabile（フランソワ・クチュリエとの共演、2014年、ECM）
- Quasi Parlando（ティグラン・マンスリアン作曲、2014年、ECM）
- ミラー～コルヴィッツ作品集（2016年、ECM）
- Nuit Blanche（Tarkovsky Quartet、2017、ECM）
- Hieroglyphen der Nacht（夜のヒエログリフ、2017年、ECM）
- 『シューベルト：夜』（2018年、ECM）

DVD
- El Encuentro（出会い、2012年、ECM）：アルゼンチンのディノ・サルーシをレヒナーが訪ねたときのドキュメンタリー